# Thomas Luke Msusa
Thomas Luke Msusa SMM (Iba, 2 de fevereiro de 1962) é arcebispo de Blantyre.
Thomas Luke Msusa ingressou na ordem de Montfortan e foi ordenado sacerdote em 3 de agosto de 1996.
O Papa João Paulo II o nomeou Bispo de Zomba. em 19 de dezembro de 2003. O núncio apostólico na Zâmbia e Malawi, Orlando Antonini, o consagrou bispo em 17 de abril do ano seguinte; Os co-consagradores foram Tarcisius Gervazio Ziyaye, arcebispo de Blantyre, e Allan Chamgwera, ex-bispo de Zomba.
O Papa Francisco o nomeou arcebispo de Blantyre. em 21 de novembro de 2013. A posse ocorreu em 8 de fevereiro do ano seguinte.